# Monarque de Tinian
Monarcha takatsukasae
Espèce
Statut de conservation UICN

 NT A3e+4be;D2 : Quasi menacé
Le Monarque de Tinian (Monarcha takatsukasae) est une espèce d'oiseau de la famille des Monarchidae.

## Répartition
Cette espèce est endémique des îles Mariannes du Nord, elle se rencontre uniquement sur l'île de Tinian.

## Habitat et conservation
Il habite les forêts et les fruticées subtropicales ou tropicales humides, en plaine.
Il est menacé par la perte de son habitat.
Sa population est estimée à un peu plus de 52 900 individus.

## Publication originale
- Yoshimaro Yamashina, 1931 : Some new birds from the Palau and Mariana islands. Dobutsu Zasshi, vol. 43, p. 484-487.